# Гребёнкина, Наталья Анатольевна
Ната́лья Анато́льевна Гребёнкина (род. 17 сентября 1971, Орджоникидзе, Северо-Осетинская АССР) — российская актриса театра и кино, заслуженная артистка России (2009).

## Биография
Наталья Гребёнкина родилась 17 сентября 1971 года в городе Орджоникидзе. Окончила Екатеринбургский государственный театральный институт (1992, факультет актёрского мастерства, курс Анатолия Праудина), после института пришла в Театр на Покровке п/р Сергея Арцибашева.
Участвовала в радиоспектаклях «Радио России» и передачах канала «Культура».

## Творчество

### Роли в театре
- «Месяц в деревне» Тургенева. Режиссёр: Сергей Арцибашев — Верочка, Наталья Петровна
- «Ревизор» Н. В. Гоголя. Режиссёр: Сергей Арцибашев — Марья Антоновна
- «Таланты и поклонники» А. Н. Островского. Режиссёр: Сергей Арцибашев — Негина
- «Ревность» Арцыбашева. Режиссёр: Сергей Арцибашев — Соня
- «Сцены из супружеской жизни» Бергмани. Режиссёр: Сергей Арцибашев — Катарина
- «Три сестры» А. П. Чехова. Режиссёр: Сергей Арцибашев — Ирина, Маша
- «Пленный дух» Марины Цветаевой. Режиссёр: Сергей Арцибашев — Сонечка
- «Гамлет» Шекспира. Режиссёр: Сергей Арцибашев — Офелия
- «Надежды маленький оркестрик» по новелле А. Володина «Женщина и дети». Режиссёр: Сергей Арцибашев — Женщина
- «Кабала святош» М. А. Булгакова. Режиссёр: Сергей Арцибашев — Арманда
- «Сон» Даллагера. Режиссёр: Сергей Арцибашев — Сусанна
- «Мой бедный Марат» Арбузова. Режиссёр: Сергей Арцибашев — Лика
- «Женитьба» Н. В. Гоголя. Режиссёр: Сергей Арцибашев — Агафья Тихоновна
- «Феномены» Григория Горина. Режиссёр: Сергей Арцибашев — женщина
- «Горе от ума» Грибоедова. Режиссёр: Сергей Арцибашев — Софья
- «Последние страницы из дневника женщины» В. Я. Брюсова. Режиссёр: А. Максимов — Наталья
- «Дикарка» А. Н. Островского и Н. Я. Соловьёва. Режиссёр: М. Мокеев — Марья Петровна
- «На дне» М. Горького. Режиссёр: В. Портнов — Настя
- «Кроткая» Ф. М. Достоевского. Режиссёр: Р. Смирнов — Кроткая

### Фильмография
- 2001 — Парижский антиквар — вдова
- 2002 — Буровая — Таня
- 2003 — Вкус убийства — Лариса
- 2003 — Тотализатор — Ольга
- 2004 — Московская сага
- 2004 — Наваждение — Светлана Плотникова
- 2004 — Сыщики 3 — Аглая Померанцева
- 2005 — Счастье ты моё — Жена Собинова
- 2005 — Свой человек — Валентина
- 2006 — Охота на гения — Наташа
- 2006 — Кулагин и партнёры — Наташа
- 2007 — Судебная колонка — Жанна
- 2008 — Продолжение следует — Лена Медведева
- 2008 — Сезон открытий — Марианна Готская
- 2009 — Отблески — Анна
- 2010 — Бумеранг из прошлого — Лариса
- 2010 — Однажды в Бабен-Бабене — Женщина
- 2010 — День отчаяния
- 2010 — Девичник — Томочка
- 2010 — Гастарбайтер — Катерина
- 2012 — МУР. Третий фронт — Ксения, жена Данилова
- 2023 — Последнее дело Черкасова — сестра Гордеева

### Аудиокниги
- «Опалённые войной. Ночь светла. Романс для двух голосов» Зои Чернышёвой — Мария Седова
- «Обрыв» Гончаров Александр Иванович — Вера

### Дубляж
- 2017 — Dishonored: Death of the Outsider — Билли Лёрк
- 2020 — Cyberpunk 2077 — Бестия

## Признание и награды
- За роль Верочки в спектакле «Месяц в деревне» номинирована на премию «Хрустальная Турандот» в номинации «Лучший дебют».